# Theridion opuntia
Theridion opuntia là một loài nhện trong họ Theridiidae.
Loài này thuộc chi Theridion. Theridion opuntia được Herbert Walter Levi miêu tả năm 1963.